# Gondar (Guimarães)
Gondar é uma localidade portuguesa sede da Freguesia de Gondar do Município de Guimarães, freguesia com 2,51 km² de área e 2 581 habitantes (censo de 2021), tendo, por isso, uma densidade populacional de 1 028,3 hab./km².

## Demografia
A população registada nos censos foi:
| Ano  | 0-14 Anos | 15-24 Anos | 25-64 Anos | > 65 Anos |
| 2001 | 520       | 551        | 1564       | 233       |
| 2011 | 442       | 338        | 1721       | 367       |
| 2021 | 312       | 274        | 1446       | 549       |

## Património
- Ponte de Serves, classificada como Monumento Nacional[5]
- Capela Mortuária
- Ponte Romana do Soeiro
- Central Elétrica de Sumes
- Urbanização da Emboladoura

## Gondarenses
Nesta freguesia nasceu Manuel Abreu, que foi um ciclista famoso em Portugal e também conhecido no estrangeiro. Em homenagem a este ciclista foi-lhe dedicado o nome de uma rua: Rua Manuel de Abreu (Antigo Lugar do Outeiro). Além de Manuel Abreu, outras figuras se destacaram localmente, entre as quais o sr. Henrique Salgado, que foi um importante industrial daquela freguesia e o fundador do Lugar do Outeiro (agora designado Rua Manuel de Abreu) onde construiu a primeira habitação desse lugar. [carece de fontes?]

## Política

### Eleições autárquicas (Junta de Freguesia)
| Partido | 1976 | 1976 | 1979 | 1979 | 1982 | 1982 | 1985 | 1985 | 1989 | 1989 | 1993 | 1993 | 1997 | 1997 | 2001 | 2001 | 2005 | 2005 | 2009 | 2009 | 2013 | 2013 |
| Partido | %    | M    | %    | M    | %    | M    | %    | M    | %    | M    | %    | M    | %    | M    | %    | M    | %    | M    | %    | M    | %    | M    |
| ------- | ---- | ---- | ---- | ---- | ---- | ---- | ---- | ---- | ---- | ---- | ---- | ---- | ---- | ---- | ---- | ---- | ---- | ---- | ---- | ---- | ---- | ---- |
| PS      | 29,3 | 2    | 38,1 | 5    | 42,5 | 6    | 31,9 | 3    | 33,2 | 3    | 35,8 | 4    | 29,4 | 3    | 34,2 | 3    | 26,0 | 2    | 28,4 | 3    | 33,6 | 3    |
| CDS-PP  | 28,3 | 2    |      |      |      |      |      |      |      |      | 3,7  | -    | 5,1  | -    | 3,6  | -    | 0    | -    |      |      |      |      |
| IND     | 26,9 | 2    |      |      |      |      |      |      |      |      |      |      |      |      |      |      |      |      | 17,2 | 1    |      |      |
| PPD/PSD | 11,6 | 1    |      |      |      |      | 26,8 | 2    | 22,7 | 2    | 15,5 | 1    | 16,3 | 1    | 12,4 | 1    | 19,2 | 2    |      |      |      |      |
| AD      |      |      | 35,5 | 5    | 23,5 | 3    |      |      |      |      |      |      |      |      |      |      |      |      |      |      |      |      |
| APU/CDU |      |      | 26,3 | 3    | 31,2 | 4    | 38,6 | 4    | 42,6 | 4    | 42,7 | 4    | 46,5 | 5    | 47,4 | 5    | 51,8 | 5    | 52,3 | 5    | 37,0 | 4    |
| PSD-CDS |      |      |      |      |      |      |      |      |      |      |      |      |      |      |      |      |      |      |      |      | 24,7 | 2    |